# Item 47
Item 47 es un cortometraje estadounidense de 2012, presenta a la organización de Marvel Comics, S.H.I.E.L.D., producido por Marvel Studios y distribuido por Walt Disney Studios Home Entertainment posterior al estreno de la película The Avengers. Es una continuación y spin-off de y es el tercer cortometraje One-Shot de Marvel ambientado en el Universo Cinematográfico de Marvel (UCM). La película está dirigida por Louis D'Esposito, escrita por Eric Pearson, y protagonizada por Lizzy Caplan, Jesse Bradford, Maximiliano Hernández y Titus Welliver, con Hernández retomando su papel de la serie de películas. En este cortometraje, dos civiles se encuentran con un arma Chitauri y la usan para cometer delitos.
El cortometraje srivio como precuela de la serie, Agents of S.H.I.E.L.D., que comenzó a transmitirse en septiembre de 2013.

## Sinopsis
Bennie y Claire, encuentran los restos de una pistola Chitauri ("Item 47") que cayó en sus manos después del ataque a la ciudad de Nueva York en The Avengers. La pareja lo usa para robar algunos bancos, llamando la atención de S.H.I.E.L.D., que asigna a los agentes Jasper Sitwell y Felix Blake para recuperar el arma y "neutralizar" a la pareja. El agente Sitwell rastrea a la pareja hasta una habitación de motel que se arruina en el enfrentamiento posterior y el dinero robado se destruye. En lugar de matar a la pareja, Sitwell los invita a unirse a S.H.I.E.L.D., con Bennie asignado al 'grupo de expertos' de R&D para realizar ingeniería inversa de la tecnología Chitauri, y Claire se convierte en la asistente de Blake.

## Cast
- Lizzy Caplan como Claire Wise
- Jesse Bradford como Bennie Pollack
- Maximiliano Hernández como Jasper Sitwell
- Titus Welliver como Félix Blake

## Producción
Item 47 fue dirigido por el copresidente de Marvel Studios. Louis D'Esposito, escrito por Eric Pearson. El cortometraje, que se filmó durante cuatro días, tiene una duración de 12 minutos, más que los One-Shots de Marvel, que no superaban los 4 minutos. Pearson y D'Esposito tuvieron la idea del corto después de ver The Avengers y pensar: "Nueva York es un desastre. Debe haber armas por todas partes". Una idea temprana que Pearson y el productor ejecutivo Brad Winderbaum tuvieron para el tercer One-Shot de Marvel involucraba el funeral de Phil Coulson después de su muerte en la película, pero al final optaron por no realizarlo. 

## Lanzamiento
Item 47 se lanzó en Blu-Ray de The Avengers, el 25 de septiembre de 2012.  Se incluirá en el disco adicional de la caja "Universo Cinematográfico de Marvel: Fase 2 Colección", que incluye todas las películas de la Fase Dos, así como los otros Marvel One-Shots. La colección presenta comentarios de D'Esposito, Hernandez, Welliver y Bradford, y fue lanzada el 8 de diciembre de 2015.  El cortometraje ahora se encuentra disponible en Disney+.

## Recepción
- Andre Dellamorte de Collider llamó al cortometraje "tonto".
- William Bibbiani de Crave Online dijo: "El corto es en gran medida un éxito: Hernández, Bradford y Caplan están todos en buena forma, aunque Welliver parece cargar con un diálogo un poco incómodo, particularmente con respecto a Coulson, que no se vende por completo".
- Spencer Terry de "Superhéroe Hype!", dijo: "Item 47 es fácilmente el mejor que han hecho, y creo que eso se puede atribuir a su longitud, ya que es tres veces más largo que los otros One-Shots. Con un tiempo de ejecución más largo, el cortometraje no tiene que apresurarse para mostrarnos todo lo que quiere: obtenemos una comprensión clara tanto de la perspectiva de SHIELD de los eventos como del punto de vista de los ladrones".

## Serie de televisión
El CEO de Disney, Bob Iger, dio luz verde a una serie de televisión basada en S.H.I.E.L.D. en ABC después de ver Item 47. Agents of S.H.I.E.L.D. se estrenó en mayo de 2013.

## enlaces externos
- Item 47 en Internet Movie Database (en inglés).

- Datos: Q20022630